# Agar z cetrymidem

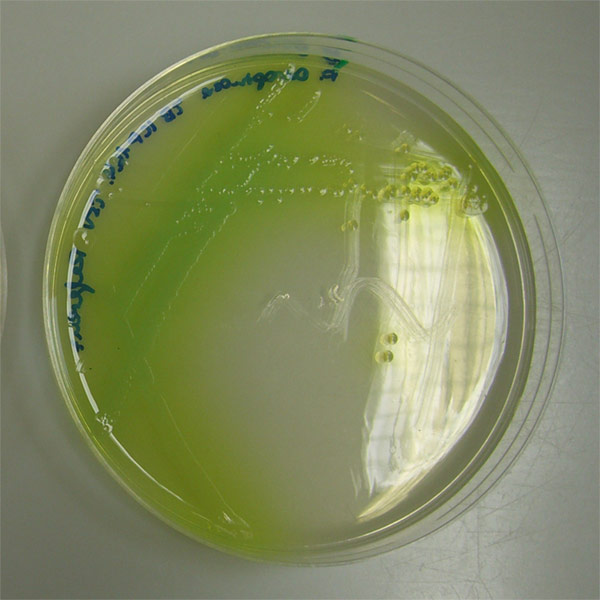
Pałeczki ropy błękitnej wyrosłe na agarze z cetrymidem

Agar z cetrymidem – wybiórcze podłoże hodowlane służące do hodowli Gram-ujemnych pałeczek ropy błękitnej (Pseudomonas aeruginosa). Zawiera ono cetrymid hamujący wzrost innych mikroorganizmów, w tym bakterii należących do tego samego rodzaju (Pseudomonas). Dodatkowym czynnikiem hamującym wzrost innych drobnoustrojów jest niska zawartość składników odżywczych. Wyhodowane kolonie bakteryjne mają zielonożółtą barwę za sprawą charakterystycznych dla tego gatunku barwników, piocyjaniny i fluorosceiny.
Agar z cetrymidem służy do kontroli czystości surowców farmaceutycznych, leków, kosmetyków i próbek klinicznych.

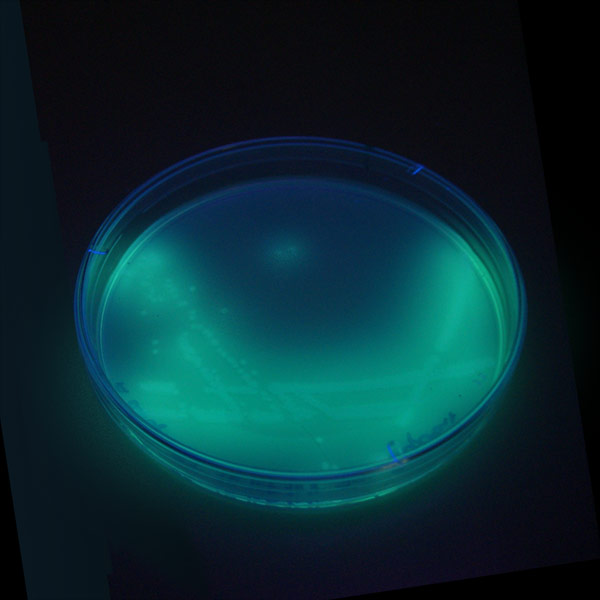
Świecące w świetle UV kolonie pałeczki ropy błękitnej na agarze z cetrymidem

Skład w przeliczeniu 1 litr wody oczyszczonej:
- trzustkowy hydrolizat żelatyny: 20,0 g
- chlorek magnezu: 1,4 g
- siarczan potasu: 10,0 g
- glicerol: 10,0 ml
- cetrymid: 0,3 g
- agar: 13,6 g.

pH podłoża wynosi 7,2.